# President de les Illes Marshall
El President de les Illes Marshall  és el Cap d'Estat i cap de govern de les Illes Marshall. El càrrec fou creat el 1979.
| #   | Nom (Naixement–mort)               | Imatge | Inici del govern       | Fi del govern          | Partit                                              |
| --- | ---------------------------------- | ------ | ---------------------- | ---------------------- | --------------------------------------------------- |
| 1   | Amata Kabua (1928–1996)            |        | 17 de novembre de 1979 | 20 de desembre de 1996 | Aelon Kein Ad - AKA / United Democratic Party - UDP |
| —   | Kunio Lemari (1942–2008) provisori |        | 20 de desembre de 1996 | 14 de gener de 1997    | Aelon Kein Ad - AKA / United Democratic Party - UDP |
| 2   | Imata Kabua (1943–2019)            |        | 14 de gener de 1997    | 10 de gener de 2000    | Aelon Kein Ad - AKA / United Democratic Party - UDP |
| 3   | Kessai Note (1950–)                |        | 10 de gener de 2000    | 14 de gener de 2008    | United Democratic Party - UDP                       |
| 4   | Litokwa Tomeing (1939–)            |        | 14 de gener de 2008    | 21 d'octubre de 2009   | Aelon Kein Ad - AKA / United Democratic Party - UDP |
| —   | Ruben Zackhras (1947–) provisori   |        | 21 d'octubre de 2009   | 2 de novembre de 2009  | United Democratic Party - UDP                       |
| 5   | Jurelang Zedkaia (1950–2015)       |        | 2 de novembre de 2009  | 10 de gener de 2012    | Kien Eo Am - KEA                                    |
| 6   | Christopher Loeak (1952–)          |        | 10 de gener de 2012    | 11 de gener de 2016    | Aelon Kein Ad - AKA                                 |
| 7   | Casten Nemra (1971–)               |        | 11 de gener de 2016    | 28 de gener de 2016    | independent                                         |
| 8   | Hilda Heine (1951–)                |        | 28 de gener de 2016    | 13 de gener de 2020    | independent                                         |
| 9   | David Kabua                        |        | 13 de gener de 2020    | 3 de gener de 2023     | Aelon̄ Kein Ad United Democratic Party               |
| (8) | Hilda Heine (1951–)                |        | 3 de gener de 2023     | actualitat             | independent                                         |